# Чиле на Светском првенству у атлетици у дворани 2003.
Чиле је девети пут учествовао на Светском првенству у атлетици у дворани 2003. одржаном у Бирмингему од 14. до 16. марта. Репрезентацију Чилеа представљао је један такмичар, који је се такмичио у трци на 60 метара.
Такмичар Чилеа није освојио ниједну медаљу али је оборио лични рекорд. 

## Учесници
Мушкарци:
- Дијего Валдес — 60 м

## Резултати

### Мушкарци
| Атлетичар     | Дисциплина | Лични рекорд | Квалификације | Квалификације | Полуфинале           | Полуфинале           | Финале               | Финале  | Детаљи         |
| Атлетичар     | Дисциплина | Лични рекорд | Резултат      | Место         | Резултат             | Место                | Резултат             | Место   | Детаљи         |
| ------------- | ---------- | ------------ | ------------- | ------------- | -------------------- | -------------------- | -------------------- | ------- | -------------- |
| Дијего Валдес | 60 м       |              | 7,13 ЛР       | 7. у гр. 3    | Није се квалификовао | Није се квалификовао | Није се квалификовао | 49 / 56 | [ мртва веза ] |